# Claudio Caligari
Claudio Caligari (* 7. Februar 1948 in Arona; † 26. Mai 2015) war ein italienischer Regisseur und Drehbuchautor.

## Leben
Caligari trat vornehmlich als Autor von Dokumentarfilmen in Erscheinung, seit seinem Erstling Perché droga aus dem Jahr 1975. Dabei arbeitete er fast immer mit Franco Barbero zusammen. Für das Kino inszenierte er erstmals 1983; dem kargen Drama Amore tossico um den Alltag junger Drogenabhängiger folgte erst fünfzehn Jahre später ein weiteres Werk, L'odore della notte nach dem Roman von Dido Sacchettoni; eine mit stilistischen Ambitionen gedrehte Reminiszenz an die Polizeifilme der 1970er Jahre. 2005 folgte ein weiterer Film, der aber nur in wenige Kinos kam. Kurz vor seinem Tod im Mai 2015 beendete Caligari die Arbeiten an seinem letzten Film Non essere cattivo, der am 7. September 2015 posthum bei den Filmfestspielen von Venedig uraufgeführt wurde.

## Filmografie (Auswahl)
- 1977: Der Wahnsinn der /und die/ Revolution (La follia (d)e(lla) rivoluzione) (Dokumentarfilm)
- 1983: Amore tossico
- 1998: L’odore della notte
- 2005: Anni rapaci
- 2015: Non essere cattivo